# Alte Synagoge (Hagenow)

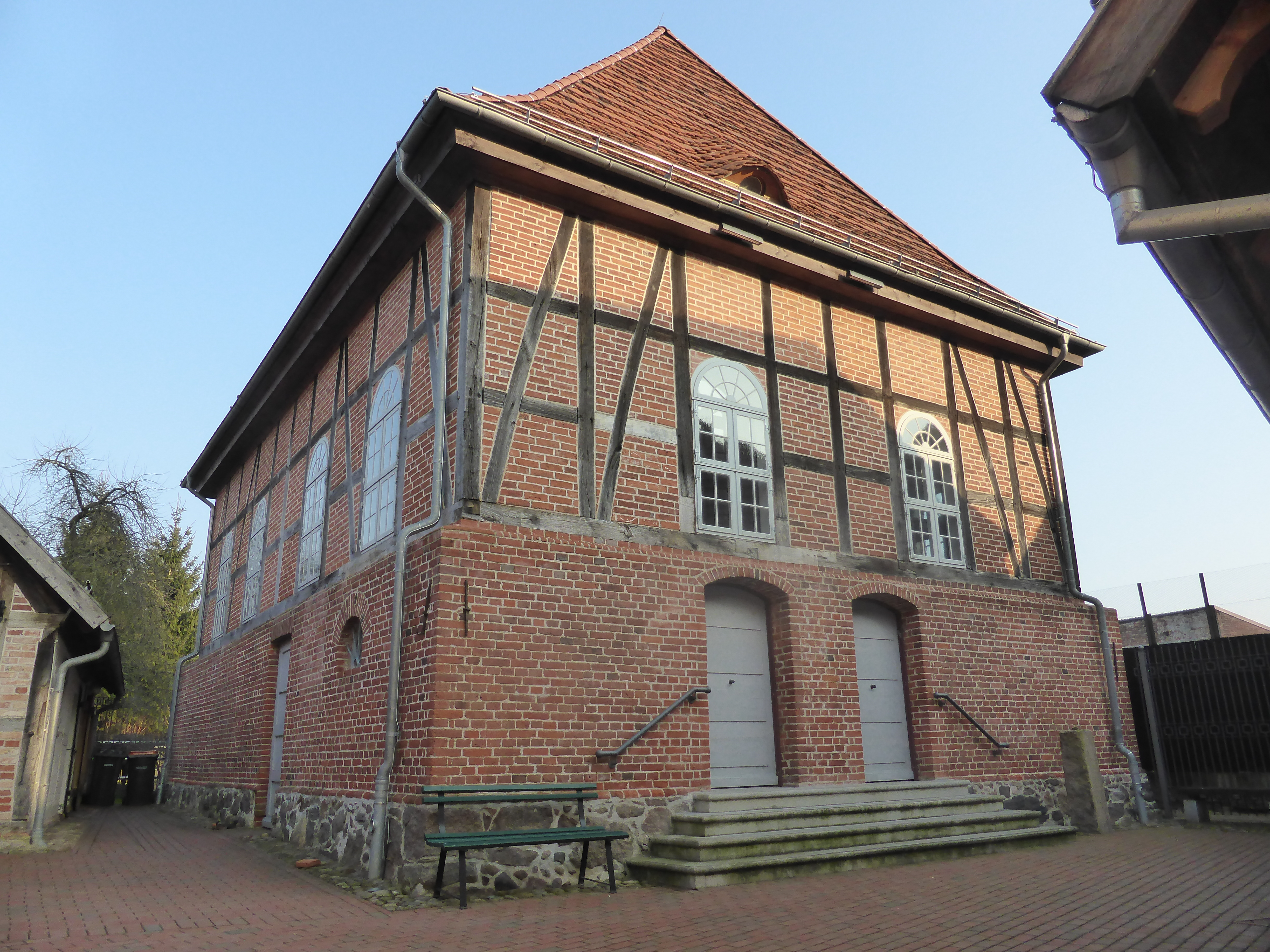
Das in zweiter Reihe gelegene Gebetshaus

Die Alte Synagoge in Hagenow war das religiöse Zentrum der ortsansässigen jüdischen Gemeinde. Das ab 2004 sanierte Gebäudeensemble aus Synagoge, ehemaligem Gemeinde- und Schulhaus mit erhaltener Mikwe und einer Wagenremise ist heute als Hanna-Meinungen-Haus ein Kulturzentrum und Teil des Hagenower Heimatmuseums. Der heutige Name soll an das letzte in Hagenow geborene jüdische Kind Hanna Meinungen erinnern, das 1942 im Alter von unter zwei Jahren in Auschwitz ermordet wurde.

## Geschichte
Am Ort der Synagoge befand sich bereits 1781 ein Gebetsraum, der durch den Zuzug weiterer Schutzjuden und ihrer Familien zu klein geworden war. 1819 plante die wachsende jüdische Gemeinde deswegen den Bau einer eigenen Synagoge. 1820 erwarb der Gemeindevorsteher Hirsch Samuel Meinungen für 100 Reichstaler einen Garten in der Hagenstraße als Bauplatz, für den die Baugenehmigung 1822 erteilt wurde. 1828 wurde der Gebäudekomplex aus drei Fachwerkbauten fertiggestellt: Ein Vorderhaus mit Schule, Räumlichkeiten für die Gemeinde und einer kleinen Wohnung für den Lehrer, einer Remise und dem Synagogengebäude im Hinterhof. Die seit 1825 offiziell bestehende Israelitische Gemeinde zu Hagenow  weihte die Synagoge am 15. August 1828 feierlich ein.
Durch die Abwanderung von Juden in die Großstädte und nach Übersee ab Mitte des 19. Jahrhunderts schrumpfte die Gemeinde so stark, dass 1907 der letzte Gottesdienst in der Synagoge stattfand.
Danach wurde die Synagoge nicht mehr genutzt und stand leer. Trotzdem kümmerte sich die Familie des Gemeindevorstehers Samuel Meinungen weiterhin um das Gebäude. Um den Unterhalt der Synagoge finanziell bewerkstelligen zu können, plante Samuel Meinungen 1932, das Synagogengebäude an die katholische Kirche zu vermieten. Der Antrag dazu beim Israelitischen Oberrat wurde durch den Landesrabbiner von Mecklenburg-Schwerin Siegfried Silberstein aus religiösen Gründen abgelehnt. Dieser forderte stattdessen den Verkauf, zu dem es aber bis zum Tod Meinungens 1937 nicht kam.
Während der Novemberpogrome 1938 wurde die Synagoge geschändet und deren Innenraum verwüstet, aber wegen der Nähe zu anderen Gebäuden nicht wie viele andere Synagogen im Deutschen Reich in Brand gesetzt. Am 22. Juni 1942 wurde das gesamte Synagogenensemble zwangsweise an den Bauführer des Fliegerhorstes Hagenow verkauft, später unter anderem als Produktions- und Lagerhalle genutzt, dann dem Verfall überlassen. Drei Jahre nach der deutschen Wiedervereinigung wurden die Gebäude der Jewish Claims Conference übertragen. Diese verkaufte sie 2001 an die  Stadt Hagenow.

## Gegenwart

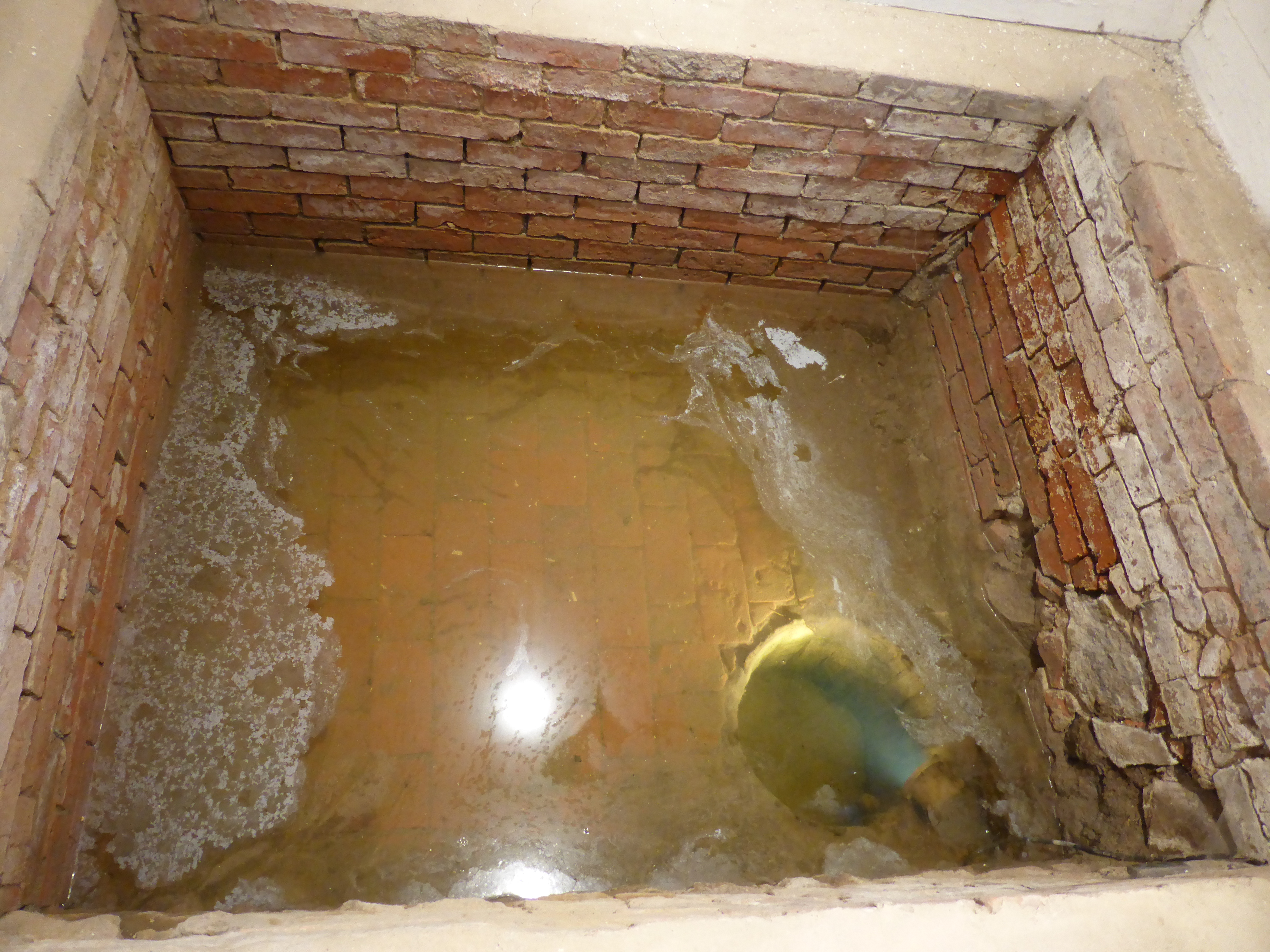
Mikwe (2015)

Im ehemaligen Schul- und Gemeindehaus wird heute in mehreren Räumen die lokale und regionale Geschichte der jüdischen Bürger präsentiert. Die grundwassergespeiste Mikwe mit einem in den Boden eingelassenem Fass aus Eichenbrettern ist vollständig erhalten.
In der eigentlichen Synagoge finden heutzutage Kulturveranstaltungen statt. Bei der Restaurierung des Gebäudes wurden an der Stirnseite des Gebetsraumes alte Farbschichten freigelegt, an denen der Umriss der zerstörten Thoranische zu erkennen ist.